# 流泗镇
流泗镇，是中华人民共和国江西省九江市湖口县下辖的一个乡镇级行政单位。

## 行政区划
流泗镇下辖以下地区：
流泗桥社区、金山村、红枫村、东风村、竹涧村、莲花村、西塘村、红星村、基垅村、菱塘村、长垅村、棠山村、杨山村、江山村和长江村。